# 吴颂平旧宅
吴颂平旧宅建于1934年，是天津早期四大买办之一、英商汇丰银行天津分行买办吴调卿之长子、原山西教育厅厅长、日本占领天津时期日资企业大华煤油公司常务董事吴颂平在天津的故居。位于当时的天津英租界的康伯兰道（Cumberland Road，今和平区昆明路117号），该建筑目前是天津市文物保护单位和重点保护等级历史风貌建筑，并作为天津五大道近代建筑群的重要组成部分，被中华人民共和国国务院批准为全国重点文物保护单位。

## 历史
1927年，吴调卿去世后，吴调卿之子吴颂平在昆明路上建起了一座花园洋房，吴颂平旧宅建于1934年，由奥地利建筑师鲁尔夫·盖苓和吴颂平本人共同设计并自行监工建造。1997年6月2日，被列为天津市文物保护单位，现为“花园酒店”。。

## 建筑

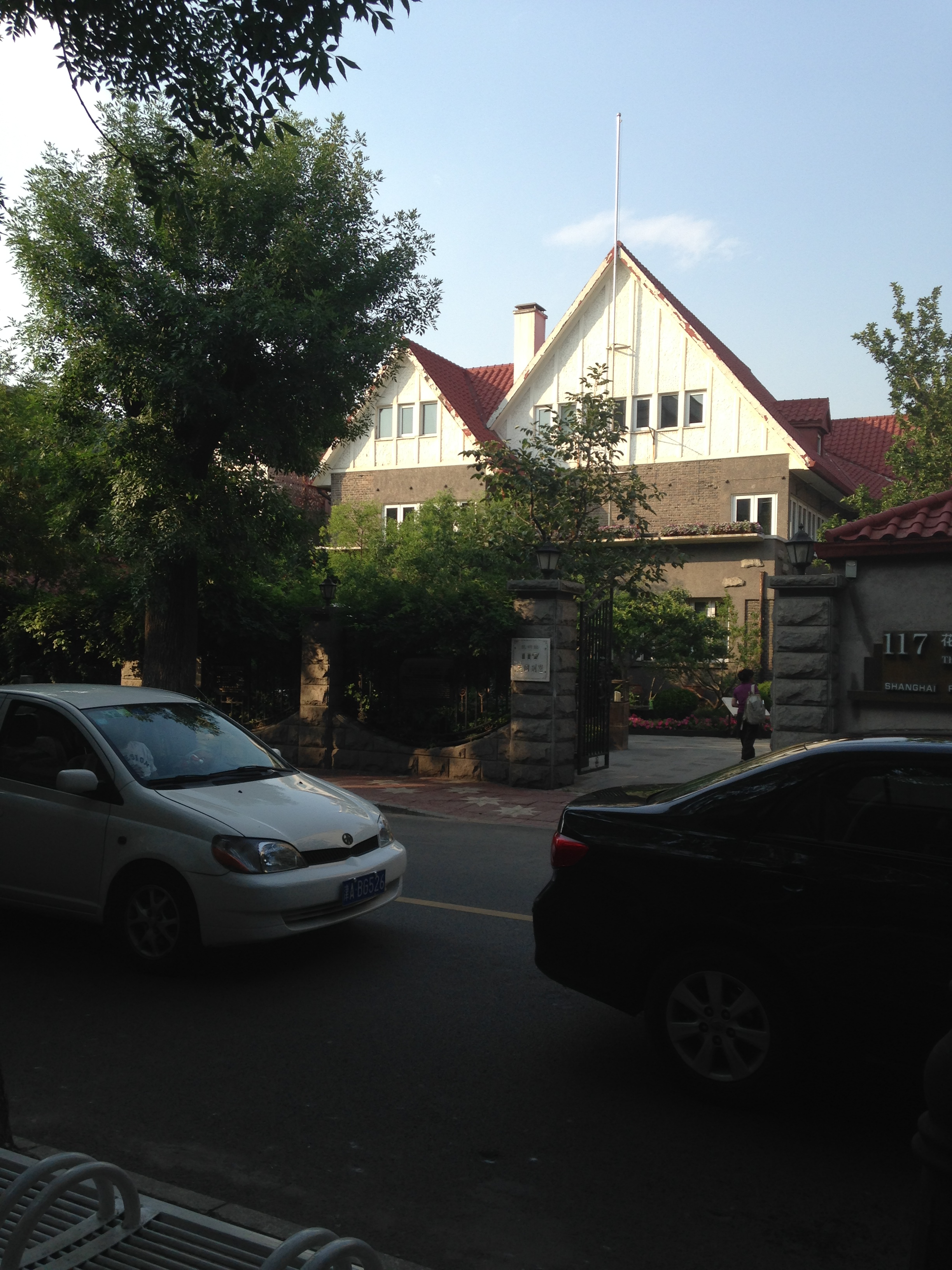

吴颂平旧宅为二层砖木结构楼房（局部为三层），平面呈八字形，红瓦坡顶，外立面为混水墙面，局部硫缸砖清水墙，大坡度尖脊屋顶，是一座具有欧式乡村别墅风格的西洋建筑。早年在庭院内设有喷泉、小亭，并种植各种名贵花草树木。